# Гурський Ілля Данилович
Ілля Гурський, біл. Ілья Гурскі (26 квітня 1899, Замістя, Узденський район — 11 серпня 1972) — білоруський та радянський письменник, драматург та перекладач. Заслужений діяч культури БРСР (1969).

## Біографія
Ілля Гурський народився в селянській сім'ї в селі Замістя Узденського району. У 1935–1941 — редактор газети «Література і мисцецтво». В роки Другої Світової — редактор газети «За вільну Білорусь» і сатиричної листівки «Партизанська довбня». Очолював часопис «Білорусь» (1944–1960). Помер в 1972 році.

## Творчість
Автор роману «У вогні», «Вітер століття», «Чужий хліб» та інш. Перекладав на білоруську Максима Горького, Антона Чехова, Марка Твена.

## Вшанування пам'яті
Іменем Іллі Гурського названо вулицю в Мінську.